# Физиолог

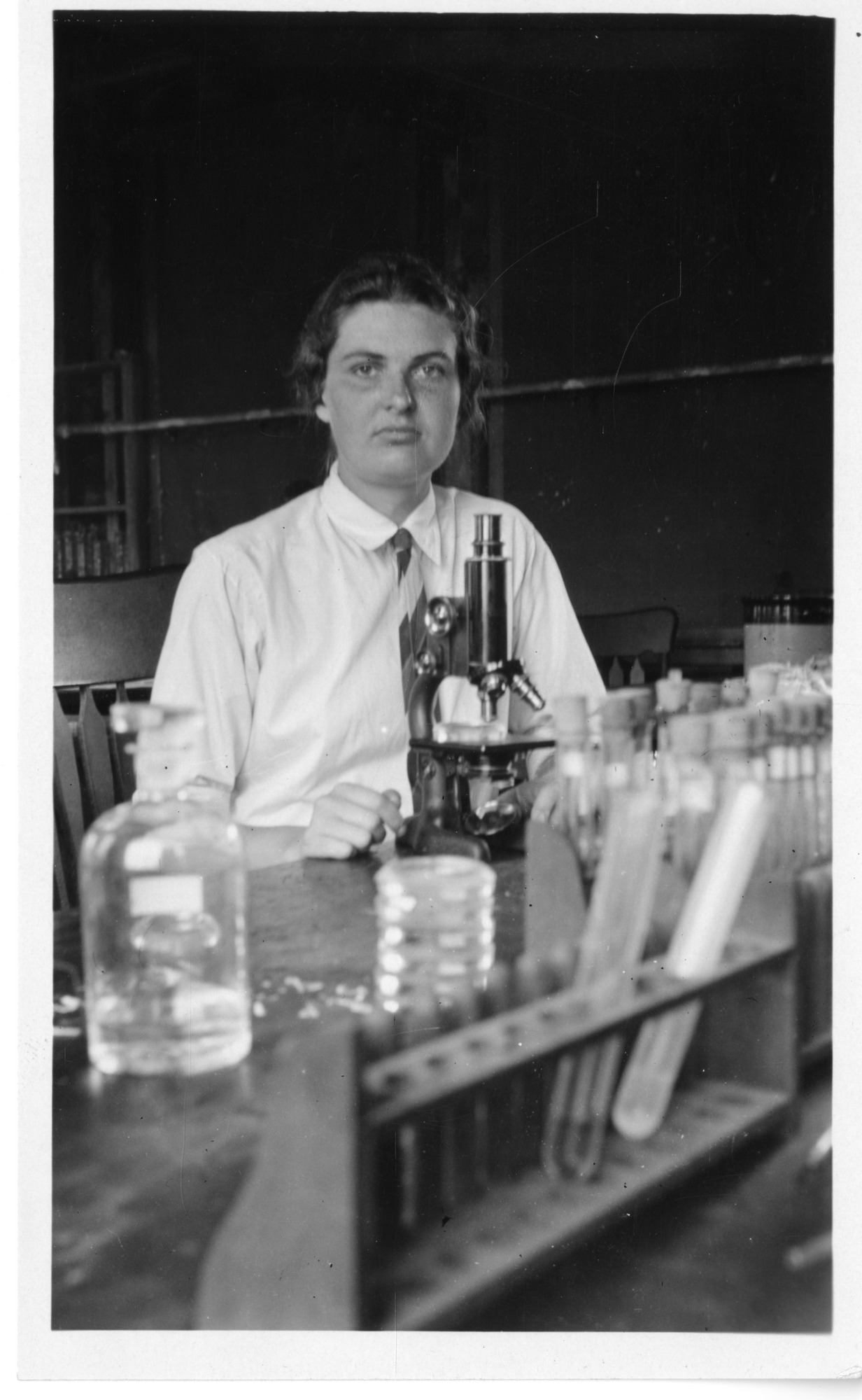
Физиолог за работой

Физиолог — учёный, специалист по физиологии, науке о закономерностях функционирования организмов. Физиолог может вести различные исследования человека, животных или растений.

## Деятельность
Физиологи могут работать в медицине, выбирая узкие специальности, например работать с людьми с психическими заболеваниями или различными расстройствами, проводить разработку новых методов терапии и т. д. Также в фармакологической сфере есть место для физиолога в изучении реакций животных на новые препараты.
Есть общие черты между врачом и физиологом. Но и различий много. Физиолог с научной точки зрения изучает процесс жизнедеятельности, а врач с медицинской. Более близка профессия физиолога к врачу общей практики. Он занимается причинно-следственным исследованием заболевания и поэтому должен специализироваться на всём организме.